# Station Godley
Godley is een spoorwegstation van National Rail in Godley, Tameside in Engeland. Het station is eigendom van Network Rail en wordt beheerd door Northern Rail. Het station is geopend in 1986.